# Brouwershaven

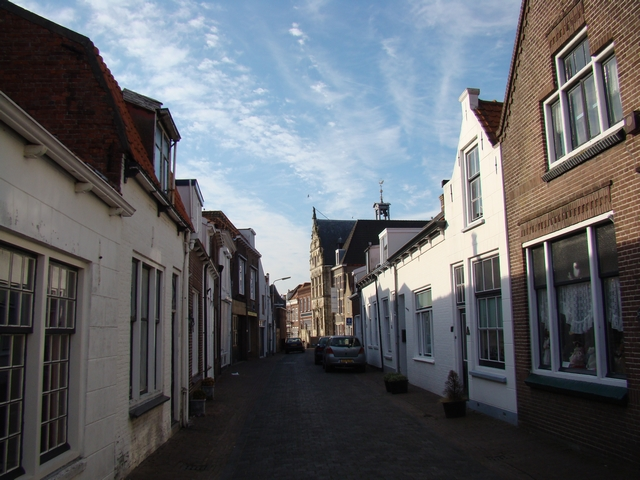
Brouwershaven

Brouwershaven är en hamnstad i provinsen Zeeland, Nederländerna, på ön Schouwen-Duiveland.
Staden är känd från slaget vid Brouwershaven, den 13 januari 1426, som var del av de så kallade krok- och torskkrigen, och innebar en stor fördel för Filip III av Burgund som i och med detta slag fick större makt över lågländerna. Brouwershaven fick stadsrättigheter 1477. Tidigare var stadens främsta näringar fiske och ostronfångst.
År 2001 hade Brouwershaven 1 307 invånare.